# Red Hat Society

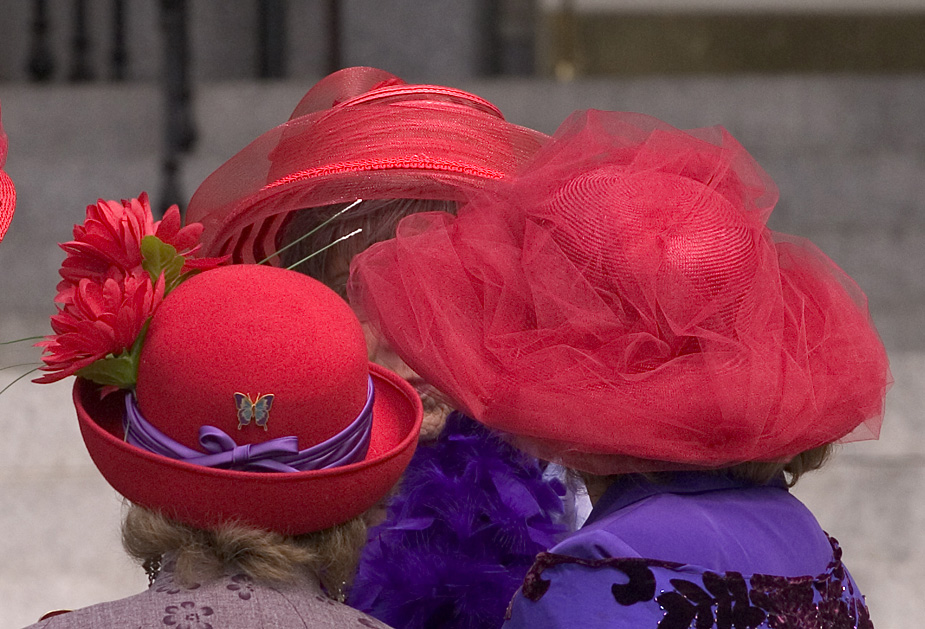
Mitglieder in roten Hüten

Die Red Hat Society (RHS) ist ein Verein, der ursprünglich 1998 für Frauen ab 50 und darüber in den Vereinigten Staaten gegründet wurde, nun aber für Frauen aller Altersklassen offen ist. Im August 2010 gab es über 40.000 Ortsvereine in den Vereinigten Staaten und 31 anderen Ländern. Die RHS hat zum Ziel, die sozialen Kontakte von Frauen untereinander zu fördern. Hauptsitz ist Fullerton (Kalifornien).

## Geschichte
Die Gründerin des Vereins ist die Künstlerin Sue Ellen Cooper, die in Fullerton in Orange County/Kalifornien lebt. 1997 schenkte Cooper einer Freundin zum 55. Geburtstag einen roten Bowler-Hut aus einem Antiquitätenladen, zusammen mit einer Ausfertigung von Jenny Josephs Gedicht Warning (Warnung) von 1961 (auszugsweise übersetzt):
Wenn ich eine alte Frau bin, werde ich lila tragen,
mit einem roten Hut, der nicht dazu passt und mir nicht steht,
[…]
Wenn ich müde bin, werde ich mich einfach auf den Bürgersteig setzen
und Kostproben in Geschäften vernaschen und auf Alarmknöpfe drücken
und meinen Stock an öffentlichen Geländern entlangschleifen
und mich für die Nüchternheit meiner Jugend entschädigen.
[…]
Aber jetzt müssen wir Kleidung haben, die uns trocken hält,
und die Miete bezahlen und dürfen nicht auf der Straße fluchen
und müssen den Kindern ein gutes Vorbild sein.
Wir laden Freunde zum Essen ein und lesen die Zeitung.
Aber vielleicht sollte ich jetzt schon ein bißchen üben?
Damit die Leute, die mich kennen
nicht zu schockiert und überrascht sind
wenn ich plötzlich alt bin
und anfange, lila zu tragen!

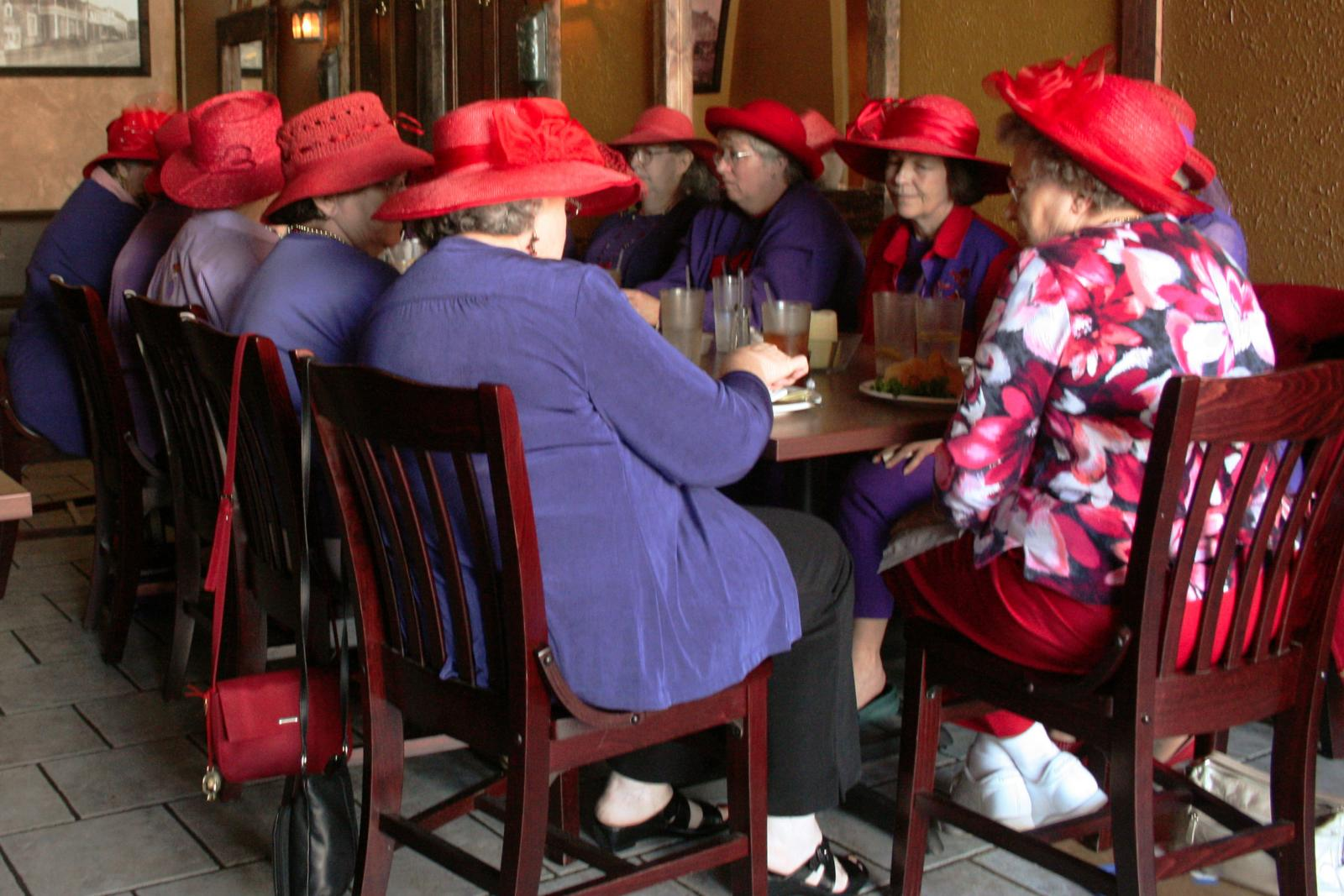
Ein Ortsverein beim Restaurantbesuch

Auf Nachfrage wiederholte Cooper dieses Geschenk mehrmals, und schließlich kauften einige der Frauen lila Outfits und trafen sich am 25. April 1998 in einem Café. Cooper hatte nie vor, eine internationale Bewegung zu starten.  Nach Verbreitung durch Mundpropaganda wurde der Verein im Jahre 2000 in den USA durch die Zeitschrift Romantic Homes und einen Artikel in der Lokalzeitung Orange County Register öffentlich bekannt.  Daraufhin bildete Cooper eine zentrale Anlaufstelle, Hatquarters genannt, die sich um Hunderte von Emailnachfragen bezüglich der Neugründung von Ortsvereinen kümmerte.  Inzwischen ist Cooper zur Allerhöchsten Königinmutter (Exalted Queen Mother) aufgestiegen und hat zwei Bestseller über den Verein geschrieben.

## Organisation
Eine Gründerin oder Leiterin eines Ortsvereins wird normalerweise als Queen ("Königin") bezeichnet.  Mitglieder ab 50 heißen  Red Hatters ("Rothüte"). Sie tragen rote Hüte und lila Kleidung zu allen Zusammenkünften.  Jüngere Frauen können auch Mitglied werden, tragen aber bis zu ihrem 50. Geburtstag  einen pinkfarbenen Hut und lavendelfarbene Kleidung zu den Treffen. Sie werden Pink Hatters genannt. In seinem Geburtstagsmonat (oder im Gründungsmonat des Vereins im April) kann ein Mitglied die Farben austauschen, beispielsweise einen lila oder lavendelfarbenen Hut und rote oder pinkfarbene Kleidung tragen.
Es gibt zwei Möglichkeiten, Mitglied in dem Verein zu werden:
- als Queen (üblicherweise als Leiterin eines Ortsvereins, aber eine Königin muss keinen Ortsverein leiten)
- als eingetragenes Mitglied (Supporting Member).

## Aktivitäten
Der grundsätzliche Zweck der Red Hat Society ist die soziale Verbindung zwischen Frauen, um sie zu Freude, Freundschaft, Freiheit, Erfüllung und Fitness (geistig und körperlich) zu ermutigen.  Ziel der Mitglieder ist, sich gemeinsam durchs Leben zu begleiten.
Red und Pink Hatters tragen zu ihren Treffen oft aufwendig dekorierte Hüte und ausgefallene Accessoires, z. B. eine Federboa. Die Aktivitäten variieren je nach Ortsverein, aber eine der beliebtesten ist, sich zum Kaffeetrinken oder zu einer Teeparty in einem Café oder bei einem Mitglied zu treffen. Andere Aktivitäten sind Basteln, Spiele, Theater- oder Kinobesuche, Musizieren (oft mit Kazoos), Ausflüge, und vieles andere mehr.
Oft veranstalten mehrere Ortsvereine Regionaltreffen, und die Zentrale organisiert jedes Jahr mehrere offizielle RHS-Veranstaltungen.
Der 25. April ist immer der offizielle RHS-Tag.

## Verbreitung
Inzwischen ist die Red Hat Society in 30 verschiedenen Ländern verbreitet. 2011 gab es, neben Tausenden von Ortsvereinen in den Vereinigten Staaten, Ortsvereine in Argentinien, Australien, Ecuador, Guam, Japan, Kanada, Mexiko, Namibia, Neuseeland, Panama, Peru, Südafrika, Taiwan und Trinidad/Tobago. Fast alle Länder in Europa sind auch vertreten: Belgien (2), Deutschland (5), England (88), Finland (1), Frankreich (1), Griechenland (1), Irland (1), Italien (2), Luxemburg (1), Niederlande (110), Norwegen (1), Österreich (2), Schottland (3), Schweden (13) und Wales (3).